# Предельная глубина
«Преде́льная глубина́» (англ. Submerged) — остросюжетный кинофильм 2005 года о борьбе с наркомафией. Фильм вышел сразу на видео в США 31 мая 2005 года.

## Сюжет
Агент по борьбе с терроризмом Крис Коди (Стивен Сигал) был освобождён по особому распоряжению президента США для выполнения ответственного задания. Он вместе со своей командой должен расследовать убийство посла США в одной из стран Латинской Америки. Однако после высадки группы на пустынном берегу всё идёт не так, как задумано.

## В ролях
| Актёр         | Роль                  |
| ------------- | --------------------- |
| Стивен Сигал  | Крис Коди             |
| Винни Джонс   | Генри                 |
| Кристин Адамс | доктор Сьюзан Чаппель |
| Уильям Хоуп   | агент Флетчер         |
| Ник Бримбл    | доктор Ариан Ледер    |
| Элисон Кинг   | Дамита                |
| П.Х. Мориарти | «Шеф»                 |
| Гэри Дэниелс  | полковник Шарп        |
| Росс МакКолл  | Плауден               |
| Райчо Василев | Эндер                 |
| Юлиан Вергов  | Роллинс               |